# Saprosites narae
Saprosites narae är en skalbaggsart som beskrevs av Lewis 1895. Saprosites narae ingår i släktet Saprosites och familjen Aphodiidae. Inga underarter finns listade i Catalogue of Life.